# Stenopogon oldroydi
Stenopogon oldroydi là một loài ruồi trong họ Asilidae. Stenopogon oldroydi được Joseph & Parui miêu tả năm 1997. Loài này phân bố ở miền Ấn Độ - Mã Lai.